# Sant Adrià de Besòs
Sant Adrià de Besòs è un comune spagnolo di 33 761 abitanti situato nella comunità autonoma della Catalogna.